# 札幌市営地下鉄東豊線
東豊線（とうほうせん）は、北海道札幌市東区の栄町駅から同市豊平区の福住駅までを結ぶ、札幌市営地下鉄の路線。中央のレールをまたいでゴムタイヤで走行する方式の案内軌条式鉄道である。
車体及び路線図や乗り換え案内で使用されるラインカラーは「スカイブルー」（水色： ）。駅ナンバリングにおける路線記号はH。

## 路線データ
- 路線距離（営業キロ）：13.6 km
- 駅数：14駅（起終点駅含む）
- 複線区間：全線
- 電化区間：全線（直流1,500 V・架空電車線方式）
- 閉塞方式：車内信号式 (ATC)
- 最高速度：70 km/h[2]

## 歴史
札幌市東区は多くの人口を抱えているにもかかわらず、1971年の地下鉄南北線開業後も主たる交通機関は都心部へ直行する路線バスであったが、冬季の積雪による車線減少やバスの高頻度運行が主要道路の慢性的な渋滞を引き起こす要因となっていた。また、地下鉄南北線開業後にバス路線を各駅に短絡させたことで乗客が集中し、南北線では通勤・通学時間帯を中心にピーク時の乗車率が200%を超える激しい混雑を引き起こすなど、南北線の輸送力も限界に近づいていた。
このような状態を解消するため、東区選出の札幌市議会議員が中心となって新路線の建設を推し進め、まず1988年に栄町駅 - 豊水すすきの駅間が開業。初期構想の段階では東区内のルート選定について、当時往来の多かった東区役所から東8丁目篠路通経由で栄町へ向かう経路や苗穂丘珠通を経由する経路などいくつかの試案が取り沙汰されていたが、最終的にこれらを折衷して東15丁目屯田通経由の現行ルートとした結果、開業当初の利用者数は当初見込みを大きく下回り、市民から「政治路線」と揶揄されたこともあった。
終点側は当初、市電山鼻線・山鼻西線の置き換えを見込んでいたことから、山鼻地区への延伸も検討されていたが、市電の廃止に沿線地域が難色を示したことに加え、東区と同様に豊平区でもバスの高頻度運行などの要因で国道36号の慢性的な渋滞が深刻化し、緊急の改善が求められたことから、月寒・北野方面を目指すルートに決定。しかし、当時は北野周辺の人口の伸び具合が予想より下回っていたことから、需要、投資効果、経営上の適正などを考慮して、1987年（昭和62年）9月1日に終点側の延伸計画を北野より3駅手前の福住までに短縮。1994年に豊水すすきの駅 - 福住駅間が延伸開業した。

### 年表
- 1971年（昭和46年）：札幌市長期総合計画にて地下鉄3号線（第二南北線）として元町 - 山鼻間11 kmの計画が盛り込まれる[5]。
- 1980年（昭和55年）8月9日：札幌市議会にて3号線建設を可決[5]。
- 1982年（昭和57年）1月30日：栄町駅 - すすきの駅（仮称）間の地方鉄道敷設免許を取得[5]。
- 1983年（昭和58年）7月6日：栄町駅 - すすきの駅（仮称）間着工[5]。
- 1988年（昭和63年）
  - 9月28日：豊水すすきの駅 - 福住駅間の鉄道事業免許を取得。
  - 12月2日：栄町駅 - 豊水すすきの駅間（8.1 km）が開業[1][6]。7000形車両（15編成60両。第1編成が1次車、第2編成 - 第15編成は2次車）が営業運転開始。日本において、昭和最後の鉄道路線の新規開業であった。
- 1990年（平成2年）1月8日：豊水すすきの駅 - 福住駅間着工。
- 1994年（平成6年）10月14日：豊水すすきの駅 - 福住駅間（5.5 km）が延伸開業[4][7]。これに伴い、新7000形車両（7000形第3次車両）5編成20両を増備。
- 2000年（平成12年）4月：大通駅、さっぽろ駅を除く全12駅の管理業務を一般財団法人札幌市交通事業振興公社に委託[8]。
- 2005年（平成17年）4月：さっぽろ駅の管理業務を一般財団法人札幌市交通事業振興公社に委託[8]。
- 2006年（平成18年）4月：大通駅の管理業務を一般財団法人札幌市交通事業振興公社に委託[8]。
- 2007年（平成19年）
  - 1月13日：車内放送が自動放送（英語放送対応）となる。
  - 1月中旬：車内放送で広告放送を開始。
- 2009年（平成21年）1月30日：ICカード「SAPICA」を導入。
- 2012年（平成24年）
  - 3月19日：北海道日本ハムファイターズのロゴマークや選手がデザインされたラッピング車両「ファイターズ号」（7000形第16編成）運転開始[9][10]。2015年12月まで。
  - 5月1日：docomo Wi-Fiのサービス提供が開始される[11]。
- 2015年（平成27年）5月8日：9000形車両運行開始[12]。
- 2016年（平成28年）
  - 1月16日：駅ホームで2代目表示器こと、フルカラー2段表示LED式発車標の運用開始。
  - 3月6日：すべての駅において駅構内の自動放送を更新。福住行は女声、栄町行は男声に変更。アナウンス内容に大きな変更はない。
  - 3月17日：2代目「ファイターズ号」運転開始（9000形第2編成）[13]。
  - 6月25日：7000形車両が営業運転を終了。
  - 7月18日：ATOによる9000形車両の自動運転を開始。
  - 7月20日：栄町駅に東豊線初の可動式ホーム柵が試験設置される。
  - 8月13日：栄町駅にて可動式ホーム柵の稼働開始。
  - 9月6日：9000形車両の全編成の導入が完了する。
- 2017年（平成29年）
  - 3月24日：可動式ホーム柵が全駅設置完了。
  - 4月1日：ワンマン運転を開始。
  - 9月1日：さっぽろ駅における南北線との乗り換え方法が改札外乗り換えに変更[14]。
- 2022年（令和4年）9月8日：この日の夜、キツネが線路上に侵入したことが原因となり、運行中の電車が一時停止するトラブルが2件発生[15]。野生動物の侵入で札幌市営地下鉄の営業に支障が出た初の事例となった[15][16]。
- 2025年（令和7年）4月26日：クレジットカードやデビットカード等のタッチ決済による乗車サービスの実証実験を開始[17][18]。

## 使用車両

### 現用車両
- 9000形：20編成80両。後述の7000形の代替を目的として、2014年から2016年にかけて川崎重工業において新形式車両として当該車両を4両編成20本・計80両新製・導入する計画で[19]、2014年10月31日札幌市交通局のホームページにおいて9000形の外観が公開された[20]。第1編成の東車両基地への搬入は2014年12月15日に行われ[21]、以降は試運転を経て2015年4月28日に運行開始される予定であった[22][23][24]が延期され、同年5月8日に決定、栄町駅から運行を開始した[25][12]。

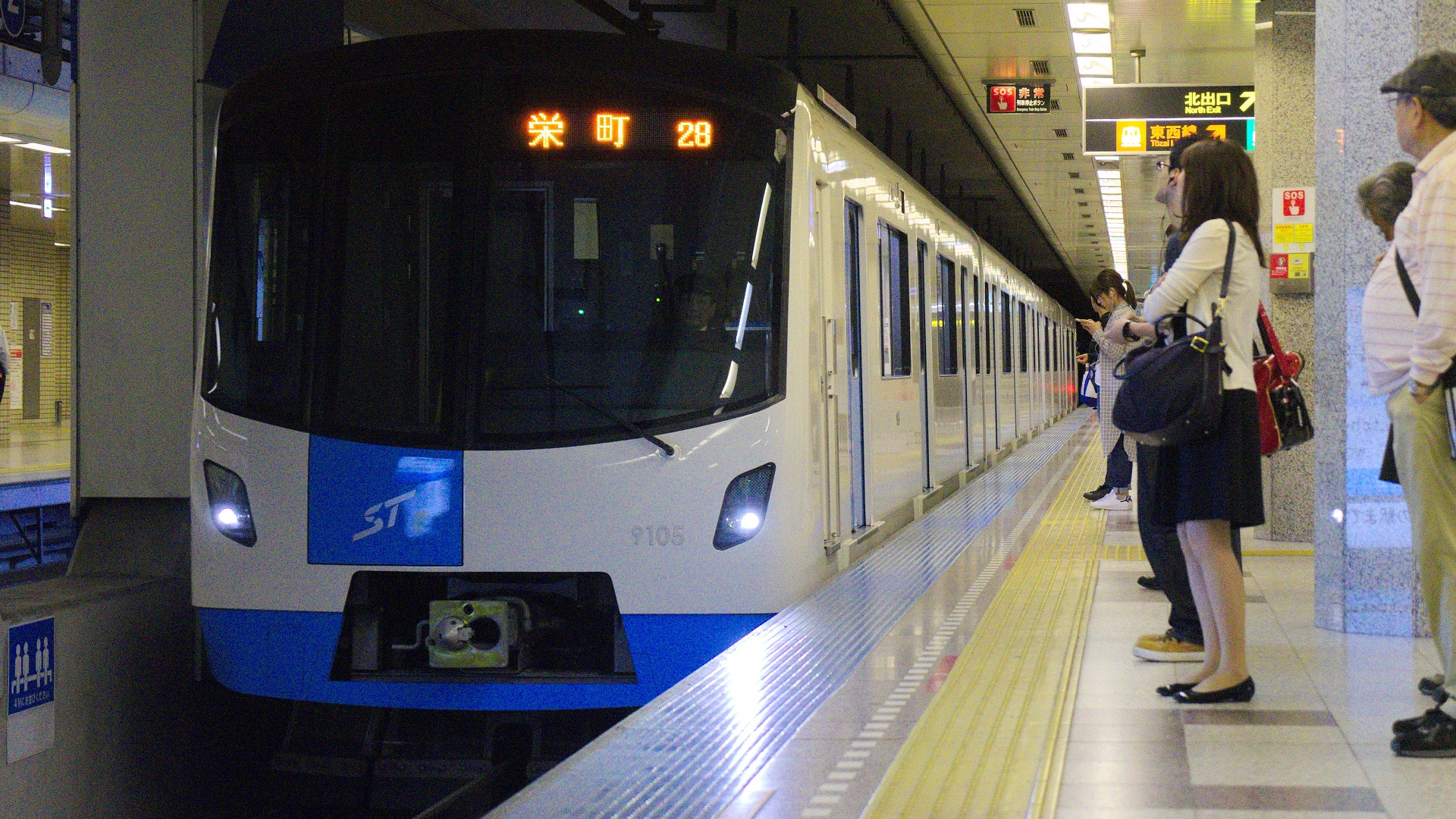
大通駅に進入する9000形（大通駅）

### 過去の車両
- 7000形：最大時には20編成80両（4両編成）が在籍した。片側3扉である。開業時から運用された1・2次車（1 - 15編成）と、福住延伸時に増備された3次車（16 - 20編成）では車両形状・形式こそ同じものの、カラーリングや設備、内装等が異なる。車番は7100、7200、7300、7800と付けられ、将来的に最大8両編成までの増結に対応した設計となっていた。2016年6月25日に営業運転を終了した。札幌市営地下鉄で路線開業時の車両が運用されていたのは東豊線が最後となった。

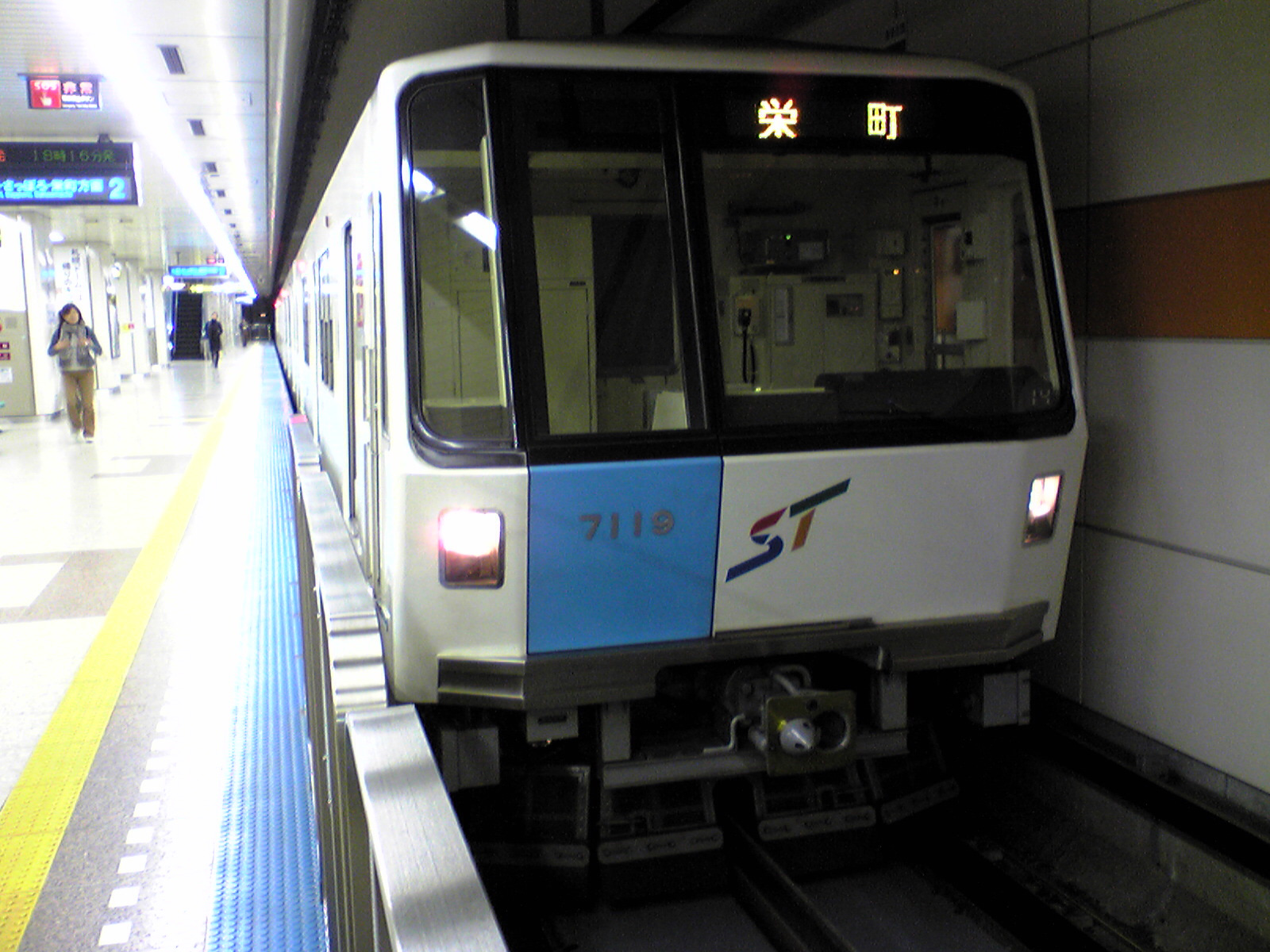
7000形3次車719号車（福住駅にて）

## 車両基地

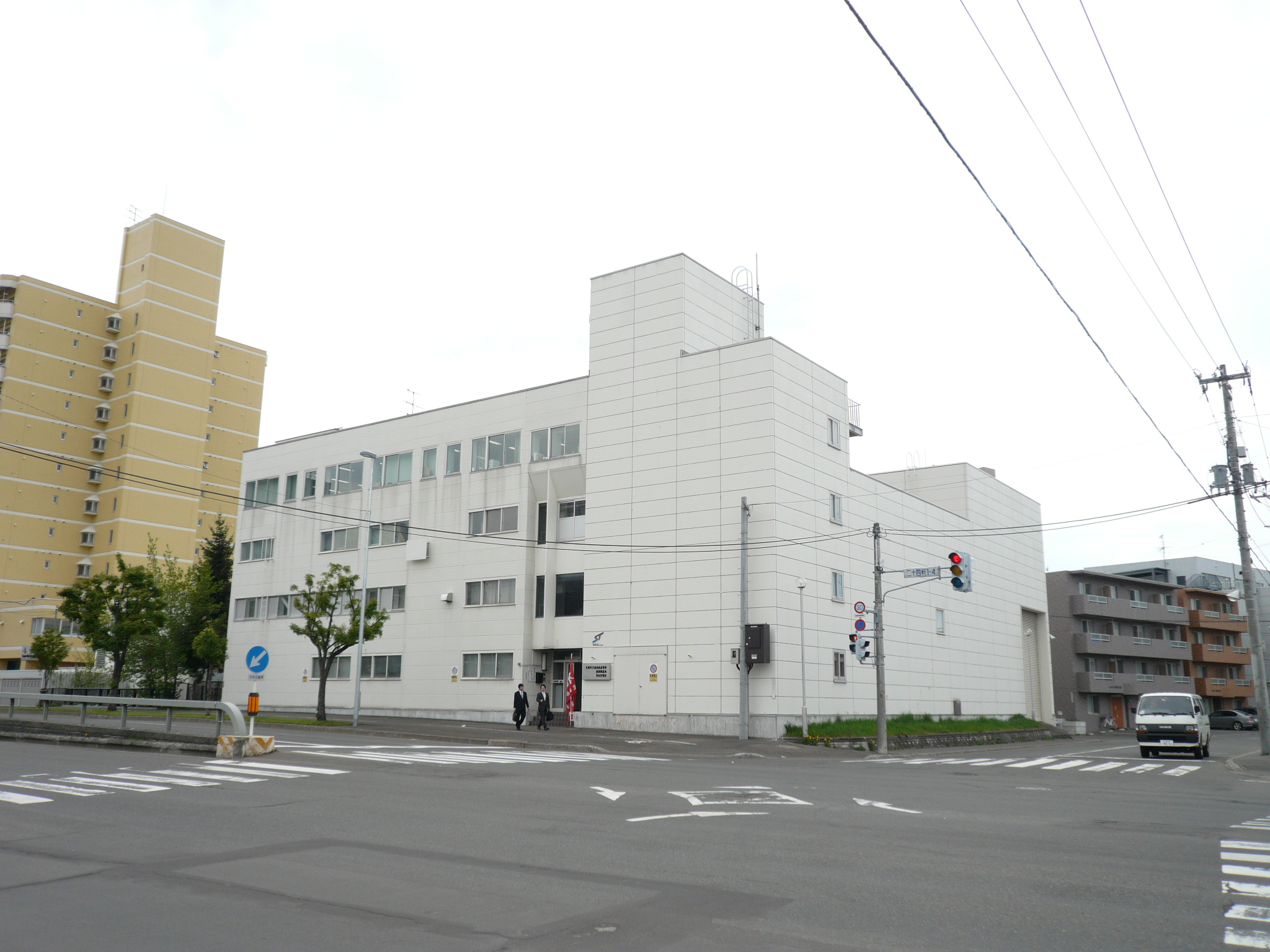
西車両基地（2011年5月）

東豊線沿線には車両基地が無いため東豊線の車両は東西線二十四軒駅 - 西28丁目駅間にある西車両基地に所属している。このため、東西線と東豊線は専用の連絡線で結ばれている。
西車両基地を出庫した車両は東西線内を回送運転し、西11丁目駅から連絡線を通って東豊線さっぽろ駅に出る。東豊線内では、出庫した車両はさっぽろ駅から客扱いをする。そのため1日に数便「さっぽろ駅始発→栄町駅行」という列車がある。
入庫時は前記と逆の順路となるが、入庫車両は栄町駅から客扱いを行わず回送車となる。開業当初は営業運転としており「栄町駅始発→さっぽろ駅行」の列車が存在していたが、中間駅のさっぽろ駅で客扱いを終了すると、車内の残留客や遺失物確認等のため本線上で長時間停車を余儀なくされる上、さっぽろ駅から連絡線に入る場合も栄町方面への本線と平面交差しなければならないなど、ダイヤが乱れる要因が多いため、数年で消滅した。
また、本線上の事故や車両故障などの要因で西車両基地まで回送できなくなった場合に備え、栄町駅の北側にピット線（栄町検車線）が設けられている。ここは当初10万平米の敷地を用いて東豊線の車両基地を建設する計画であったが、1985年に用地取得の問題などから断念され、規模を縮小したものである。
通常は西車両基地を利用するが、大規模に渡る改修や点検、新車両の搬入や廃車回送などで東西線ひばりが丘駅付近にある東車両基地を利用する場合もある。

## 利用状況
数値は一部を除いて2014年度、札幌市交通局調べ。
- 一日平均乗車人員（乗換人員除く） 144,668人
- 一日平均輸送人員（乗換人員含む） 171,337人
- 2014年度時点での最混雑区間 北13条東→さっぽろ間
  - ピーク1時間混雑率 127.0%
- 2020年2月時点での最混雑区間 北13条東→さっぽろ間・豊平公園→大通間[28]
- 輸送密度 59,424.1人キロ/日キロ

利用客数は増加傾向にあるものの、市営地下鉄3路線で最も少ない。

## 収支
当路線の収支は以下の通り。収入には営業外収益、支出には人件費、経費、減価償却費、営業外費用を含む。
| 年度 | 収入          | 支出          | 損益         | 出典   |
| ---- | ------------- | ------------- | ------------ | ------ |
| 2014 | 155億6000万円 | 134億1000万円 | 21億5000万円 | [ 29 ] |
| 2015 |               |               |              |        |
| 2016 |               |               |              |        |
| 2017 |               |               |              |        |
| 2018 |               |               |              |        |
| 2019 | 138億4400万円 | 138億4800万円 | △400万円     | [ 30 ] |
| 2020 |               |               |              |        |
| 2021 |               |               |              |        |
| 2022 |               |               |              |        |

## 運行形態
日中7 - 8分間隔、朝ラッシュ時4分間隔、夕ラッシュ時5 - 6分間隔で運転されている。
全線通しの運転がほとんどだが、上述の通り「さっぽろ駅発→栄町駅行」が一日数便存在する。
また、主に札幌ドームでJリーグ（北海道コンサドーレ札幌のホームゲーム等）やコンサートなどの大規模イベントが開催される際は大量の利用が予想されるため、臨時列車を随時運行することがある。運行間隔は平日のラッシュ時とほぼ同様になる。
臨時増発する際は福住駅や栄町駅の留置線を利用し、車両を待機させている（通常のラッシュ時も同様）。

## 南北線との乗り換えについて
当初、大通駅とさっぽろ駅における南北線と東豊線の乗り換えは、いずれも改札内乗り換えの方法を採用していたが、2017年（平成29年）9月1日からさっぽろ駅での乗り換え方法が改札外乗り換えに変更された。これに伴い、両者の乗り換えは最短経路の場合を除いて不可能となった（乗車区間が重複することから、折り返しとなる駅から別途料金が発生することになる）。具体的には、南北線（麻生方面）←→東豊線（栄町方面）はさっぽろ駅、南北線（真駒内方面）←→東豊線（福住方面）は大通駅でしか乗り換えができない。なお、一日乗車券や全線定期券を利用の場合は、この限りではない。

## 駅一覧
全駅が北海道札幌市内に所在。全線地下。
| 駅番号 | 駅名                          | 駅間キロ | 営業キロ | 接続路線                                                                                           | 所在地 |
| ------ | ----------------------------- | -------- | -------- | -------------------------------------------------------------------------------------------------- | ------ |
| H01    | 栄町駅                        | -        | 0.0      | | 東区   |
| H02    | 新道東駅 （プロノ札幌本店前） | 0.9      | 0.9      | | 東区   |
| H03    | 元町駅                        | 1.2      | 2.1      | | 東区   |
| H04    | 環状通東駅                    | 1.4      | 3.5      | | 東区   |
| H05    | 東区役所前駅                  | 1.0      | 4.5      | | 東区   |
| H06    | 北13条東駅 （天使大学前）     | 0.9      | 5.4      | | 東区   |
| H07    | さっぽろ駅                    | 1.3      | 6.7      | 札幌市営地下鉄：南北線 (N06) 北海道旅客鉄道：■函館本線・■千歳線・■札沼線（学園都市線）…札幌駅 (01) | 中央区 |
| H08    | 大通駅                        | 0.6      | 7.3      | 札幌市営地下鉄：南北線 (N07)、東西線 (T09) 札幌市電：一条線 …西4丁目停留場                         | 中央区 |
| H09    | 豊水すすきの駅                | 0.8      | 8.1      | 札幌市電：山鼻線 …すすきの停留場                                                                   | 中央区 |
| H10    | 学園前駅                      | 1.4      | 9.5      | | 豊平区 |
| H11    | 豊平公園駅                    | 0.9      | 10.4     | | 豊平区 |
| H12    | 美園駅                        | 1.0      | 11.4     | | 豊平区 |
| H13    | 月寒中央駅                    | 1.2      | 12.6     | | 豊平区 |
| H14    | 福住駅                        | 1.0      | 13.6     | | 豊平区 |

※北13条東駅 - さっぽろ駅の間で札幌市北区を通るが、駅はない。

## 駅の設備
開業当初から、全駅にエレベーターやエスカレーター、身障者（車椅子）用トイレを設置している。また、札幌市営地下鉄では初めてすべての駅ホーム・切符売場・改札口にLED式案内表示器を導入した。
LED式案内表示器については、初代表示器は3色LEDを使用した1段表示で、改札口付近・ホーム共に電車が来ない間は注意喚起やお知らせ、イベントなどの案内が緑色で、電車が前々駅を発車してから前駅発車、到着・発車までの状況をオレンジ色で、それぞれ文字のみで表示させるシステムである。当時未設置の南北線は後に表示器部分のみが導入され、東西線はホームにのみ設置していたフラップ式案内装置と切り替える形で東豊線のものと同じ形の表示器が導入された。ちなみに大通ホーム以外の東豊線全駅では16×16ドット式LEDが採用されており、やや癖のある明朝体で表示されていた。対して大通ホーム、南北線・東西線は24×24ドット式LEDが採用されており、24x24ドットならではの鮮やかな明朝体を表示させることができる。
2016年1月16日にはフルカラーLEDを使用した2段表示の2代目表示器に切り替わった。これにより従来は始発駅にしかなかった発車時刻の表示のみならず次発の電車の発車時刻表示も行われ、英語での案内の追加、列車の到着状況を分かりやすく表示（前々駅、前駅、当駅の表示に、列車のイラストで現在地を示す）できるようになった。また、遅延表示などの情報も追加されている。ちなみに初代表示機にあった注意喚起やお知らせ、イベントなどの案内については、2016年度はシステム切替の関係により表示されず、2017年度から下段に白地のスクロールで表示されるようになった。改札口付近では発車時刻表示の切り替え時に途中終了する以外は常時表示され、ホームでは初代表示機同様に電車が来ない間だけ表示される。
豊水すすきの駅 - 福住駅間は建設費削減のため、全駅が島式ホームで統一されたほか、ホーム長も6両分しか整備されていない（将来的に8両編成が停車できるよう準備工事はなされている）。先行開業した栄町駅 - 豊水すすきの駅間は当初から8両編成対応のホーム長となっているが、開業から2021年現在までの東豊線電車はすべて4両編成のため、ホームの約半分が使用されておらず転落防止柵が設置されている。

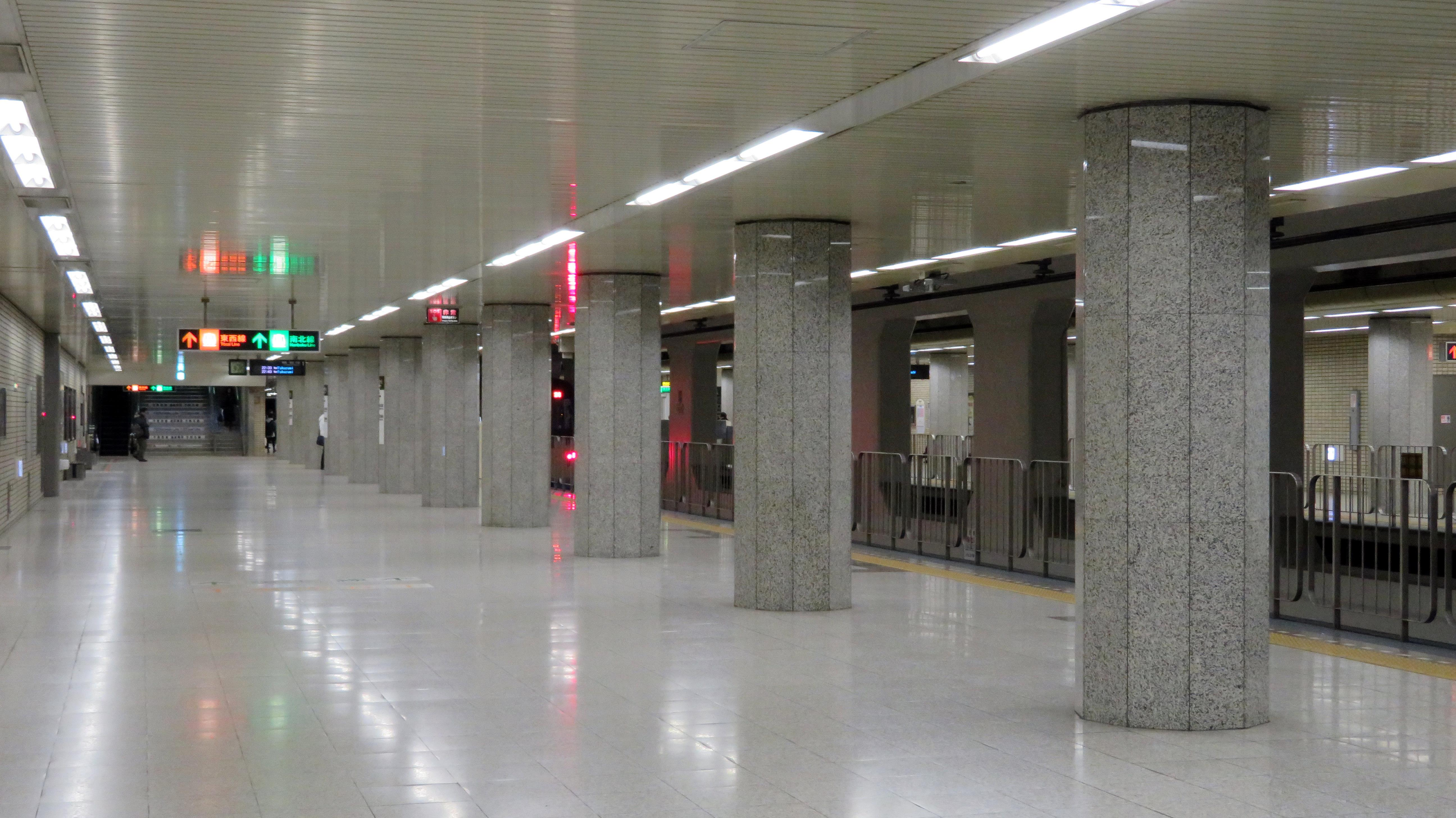
大通駅・福住方面ホーム 転落防止柵と当初予定していた乗車口の印が見える。
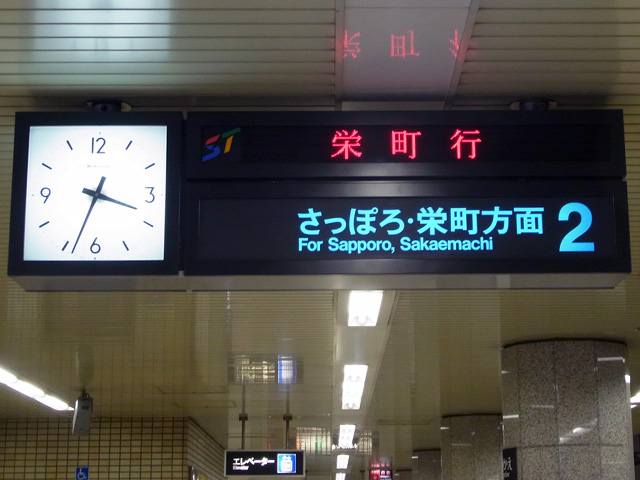
東豊線開業当初から2016年まで使用されていた初代表示器ことLED式案内表示器 電車がホームに進入すると行先表示がされる。現在の東豊線は全駅とも2代目表示器に交換されている。
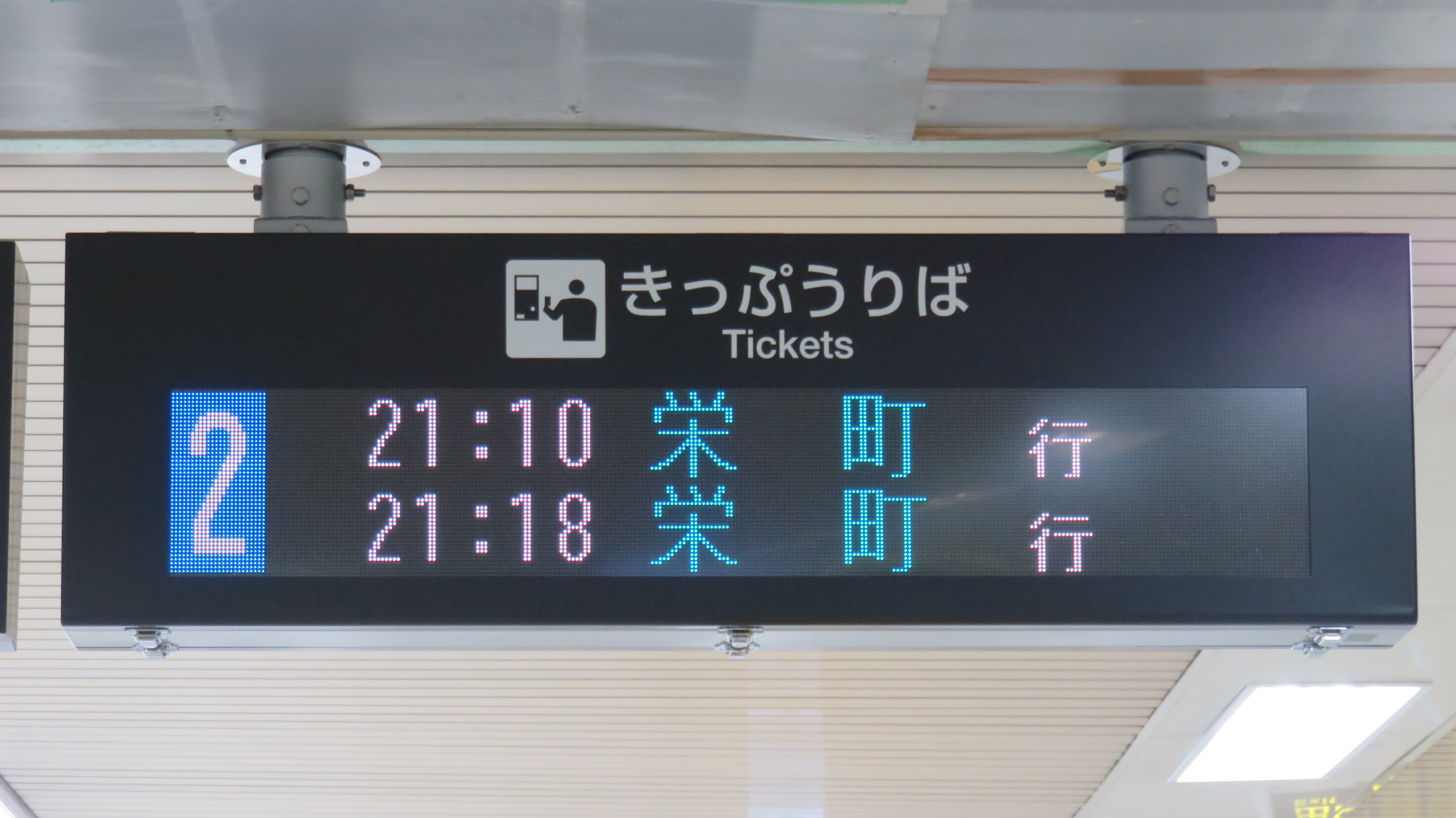
2代目表示器ことLED式発車標（改札口・切符売場） 発車時刻と「行」は白、行先は青で表示される。また改札口と切符売場の発車標は時刻の左側に発車する側のホーム番号が書かれており、青をバックに白文字が表示される。
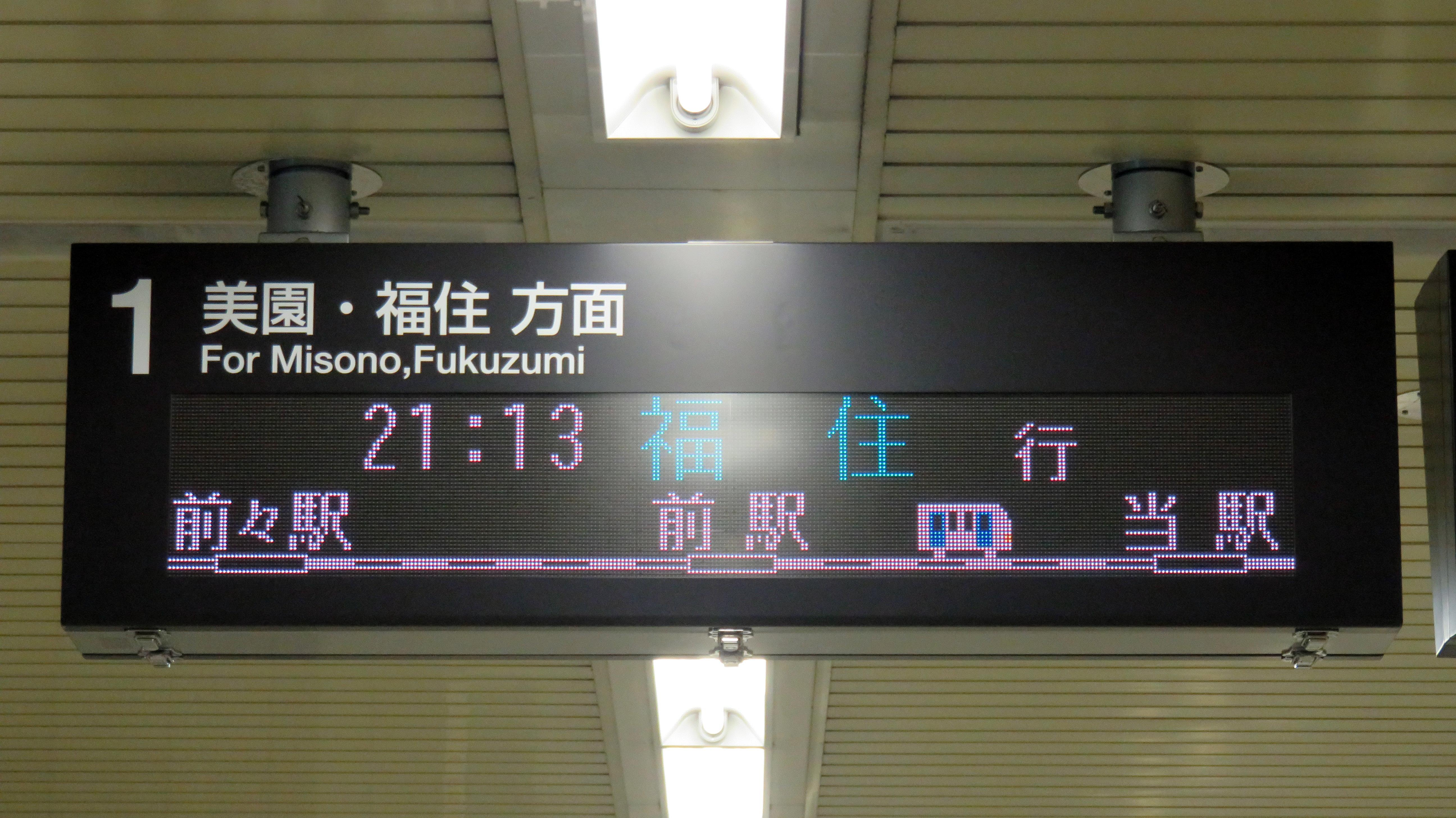
LED式発車標（ホーム） こちらは列車が近づいているときに表示されるパターンで、上段は発車時刻と行き先が表示され、下段は列車の到着状況を分かりやすく表示するイラストが表示される。 ちなみにこのパターンでは、まもなく列車が到着することを表している。
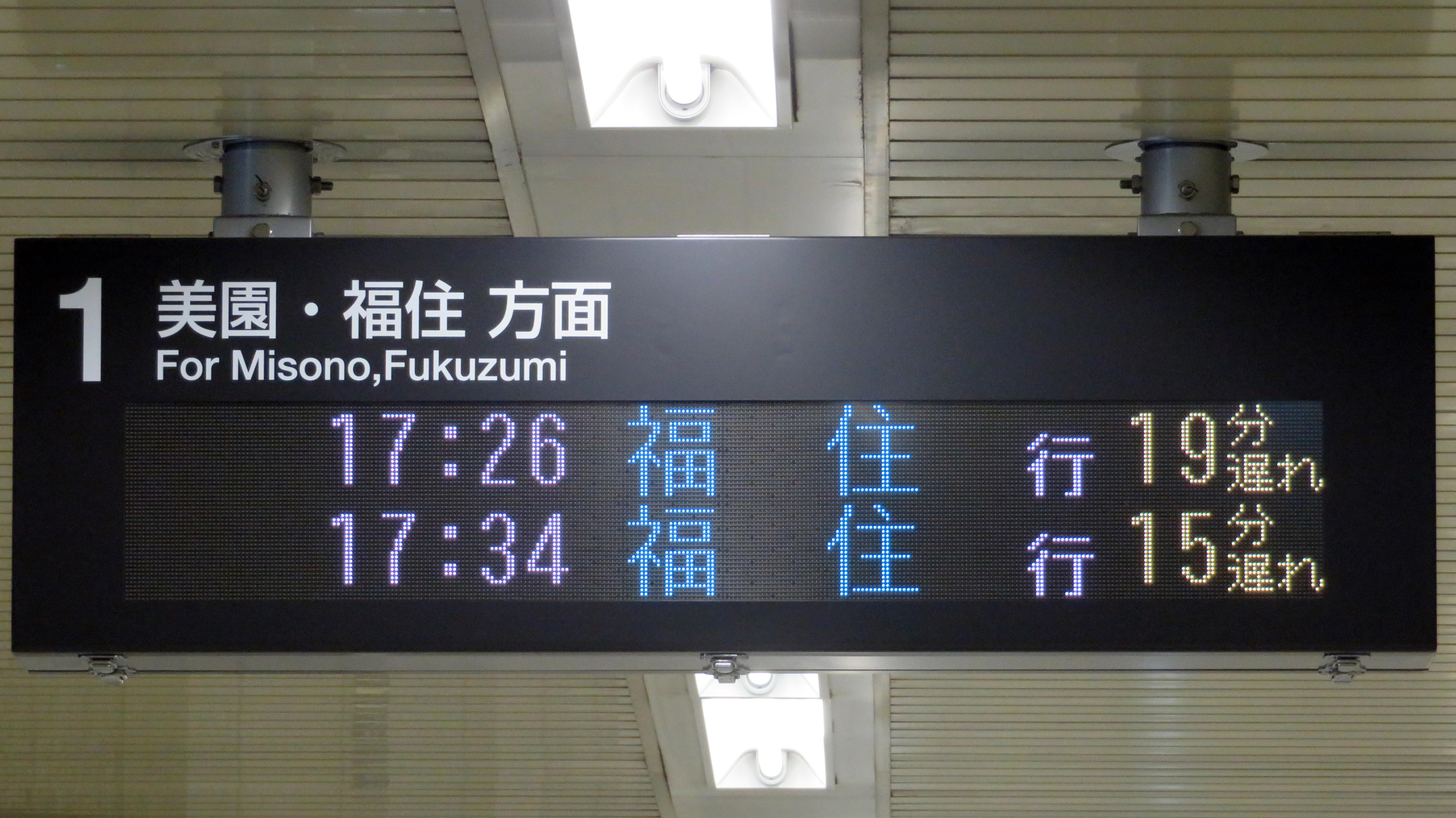
LED式発車標（ホーム） こちらは列車遅延時のパターンで、行先の隣に遅延状況が表示される。黄で表示され、英語でも表示される。
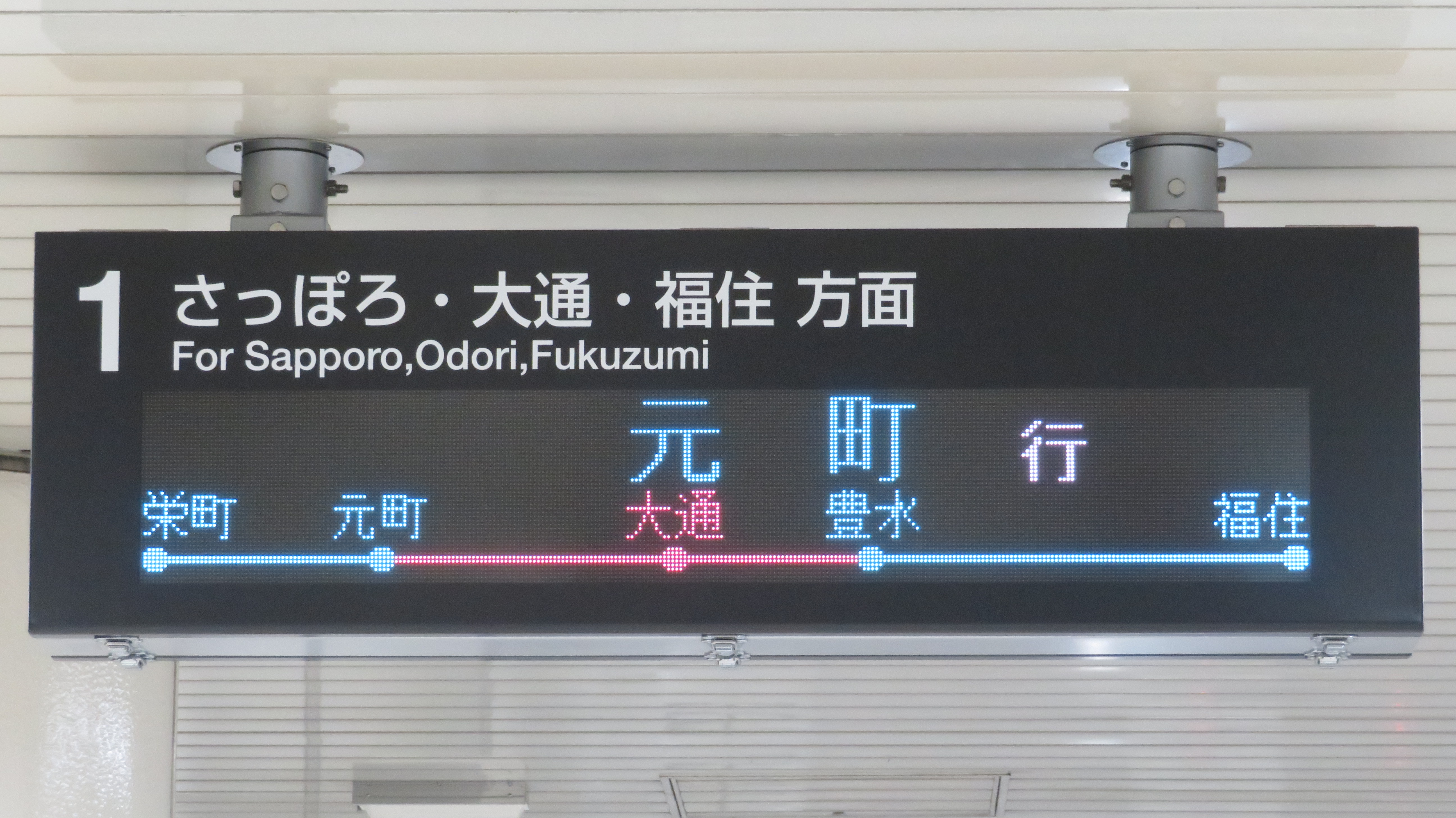
LED式発車標（ホーム） こちらは人身事故等による折り返し運転時に表示される。時刻や遅延状況、始発駅での先発・次発表示はされず行先のみの表示となる。また、下段には運休区間・折り返し区間を日本語と英語で表示する他、写真のように運休区間を赤色で表示する。

## 可動式ホーム柵
札幌市営地下鉄では、乗客の列車との接触・線路への転落を防ぐとともに、将来のワンマン運転に対応させるため、東京・大阪・横浜・福岡などの地下鉄で既に採用されている可動式ホーム柵（ホームドア）を各線に設置することを決定した。
東豊線では2016年8月13日の栄町駅での稼働開始以降、福住側から順に各駅で順次設置工事が行われ、設置が完了した駅から順次稼働開始。そして2017年3月24日稼働開始の新道東駅を以って東豊線全駅への設置が完了し、併せて4月1日からワンマン運転が開始された。ホーム柵は同市営地下鉄3路線の中で唯一ガラスが付いている。
開扉時はチャイムが、閉扉時にはアラームが鳴るが、その時にセンサーが障害物を感知した際には警告ブザーが鳴ると共にランプが点滅する。ホーム柵は日立製ではあるが、チャイムとアラーム、ブザーは三菱電機製エレベーターの『気配りアナウンス』用チャイム、開閉報知アラーム（強制戸閉、開延長終了、戸開中センサー感知）、警告用ブザー（満員、戸開前センサー長時間感知）を採用。これは東西線と南北線のホーム柵で使用されているチャイムとアラーム、ブザーにそれぞれ起因し、東西線と南北線では三菱製のホーム柵が導入されていることから音源の統一を図る必要性が出たためである。

## 計画区間と延伸構想
東豊線計画の元になったのは、1974年3月に提出された報告書『最適交通体系の選択と投資順位の研究』で提案された四号線（元町 - 月寒間）である。
札幌市交通局が発案した「地下鉄50キロ計画」では、現在豊平区側の終点である福住付近から同じ豊平区の「共進会場駅」と「月寒東駅」、そして隣接している清田区の「北野駅」（当初は北野通と清田通の交点付近）まで延伸する計画が提示された。福住延伸開業時に設置された東豊線各駅ホームの壁にある路線案内図では、福住駅より先に2駅程度の空白が設けられているものの、未だ実現には至っていない。なお福住駅の設置が、当初の月寒中央駅側よりも清田寄りの位置になってしまったため、駅間距離の近い「共進会場駅」は不可能に近くなった一方、終端側の引込線は北野通に向け北にカーブしかけた所で終わっており、福住駅から国道36号線をそのまま南下するにも大規模な再工事を要するか、あるいは不自然なカーブで国道の真下に戻ることになる。国道36号線の南進による「札幌ドーム駅」（後述）・「東月寒駅」・「北野駅」（上記予定地とは異なる）を経て「清田駅」（北野通と厚別滝野公園通の交点、清田区役所付近）まで延伸する案も2001年に答申されたものの、実際の延長路線のルートや計画は未定であり、開業の見通しはまったく立っていない。なお札幌市は、11万人程度である清田区の人口が将来、増加し20万人を超えた場合の開業を検討している。また2009年時点では公共交通機関の利用者が低迷している中で、新たに膨大な投資を必要とする地下鉄についてはなかなか厳しい判断をせざるを得ないとの考え方が示されている。
2011年の札幌市総合交通計画策定委員会第5回で提示された「清田地区の公共交通機能向上に関する検討」においては2001年の答申案のルート4.2kmの建設で2030年の利用人員を1日43,900人・総事業費約835億円の概算で30年間以内の黒字化は困難と判断しており、2012年の総合交通計画で延伸計画は盛り込まれず、清田区の人口減少もあり2020年の改訂版では「事業採算性などを勘案した慎重な検討が必要」と追記される程度にとどまっている。
このほか札幌商工会議所の要望案として2005年に札幌競馬場を札幌ドームの南側80-100ヘクタールの敷地に拡張移転させドーム化し、合わせて東豊線を福住駅から1.2km延伸し「ドーム・札幌競馬場駅」を設ける案を打ち出し地下鉄延伸工事費に300億円を見込んでいたが、日本中央競馬会 (JRA) は移転について慎重な姿勢を示し、現在地で引き続き開催・場外発売を行っている。
その後、2012年には北海道新幹線の札幌駅延伸を見据えて札幌商工会議所が札幌市などに提言した「札幌広域圏の総合交通体系のグランドデザイン〜北海道新幹線開業時期の前倒しへ〜」の中で、丘珠空港の滑走路をジェット旅客機も発着できるように延長した上で東豊線を丘珠空港まで延伸させ空港アクセス線として用いる案が盛り込まれた。丘珠空港の滑走路延伸が1,800m案でまとまり2030年代の実現に向け動き始めたことから、今後東豊線の延伸についても何らかの動きが出る可能性がある。
清田方面への延伸が上田文雄市長時代（2003年6月〜2015年5月）に凍結されてきた背景には、国の基準として30年で黒字化という認可条件があった。しかし2022年に、国土交通省の見解として地方の公営交通の場合はより柔軟に対応しているという回答があり、上田前市長は国の方針が変わったとして「地下鉄延伸についてきちんと検討したらいいのではないか」と発言している。

## 備考
- 公式文書での呼び名は札幌市高速電車東豊線である。
- 南北線・東西線で導入されている「女性と子どもの安心車両」は、編成長が短いなどの理由で導入されておらず、導入予定もない。